# Skoki narciarskie na Mistrzostwach Świata w Narciarstwie Klasycznym 1935
Zawody w skokach narciarskich na IX Mistrzostwach Świata w Narciarstwie Klasycznym odbyły się 17 lutego 1935 w Wysokich Tatrach (Czechosłowacja) na skoczni Jarolímek. Złoty medal w zawodach wywalczył reprezentant Norwegii Birger Ruud.

## Wyniki
| Miejsce | Imię i nazwisko           | Kraj           | Skok 1 | Skok 2 | Nota   |
| ------- | ------------------------- | -------------- | ------ | ------ | ------ |
| 1       | Birger Ruud               | Norwegia       | 58,0 m | 57,0 m | 231,70 |
| 2       | Reidar Andersen           | Norwegia       | 59,5 m | 55,5 m | 228,90 |
| 3       | Alf Andersen              | Norwegia       | 59,5 m | 52,0 m | 225,90 |
| 4       | Stanisław Marusarz        | Polska         | 59,0 m | 57,0 m | 225,50 |
| 5       | Thorstein Gundersen       | Norwegia       | 55,0 m | 56,0 m | 220,60 |
| 6       | Sixten Johansson          | Szwecja        | 55,5 m | 52,0 m | 220,10 |
| 7       | Olle Wikén                | Szwecja        | 53,0 m | 55,5 m | 216,20 |
| 8       | Max Meinel                | III Rzesza     | 52,5 m | 55,0 m | 215,80 |
| 9       | Olaf Hoffsbakken          | Norwegia       | 50,5 m | 54,0 m | 215,10 |
| 10      | Franz Aschenwald          | Austria        | 54,0 m | 52,5 m | 213,90 |
| 11      | Bronisław Czech           | Polska         | 51,0 m | 55,5 m | 213,40 |
| 12      | Alfred Steinmüller        | Czechosłowacja | 49,5 m | 55,5 m | 212,40 |
| 13      | Radmond Sørensen          | Norwegia       | 57,5 m | 47,0 m | 211,60 |
| 14      | Alfred Stoll              | III Rzesza     | 56,5 m | 51,0 m | 210,30 |
| 15      | Lauri Valonen             | Finlandia      | 54,5 m | 49,5 m | 208,00 |
| 16      | Antonín Bartoň            | Czechosłowacja | 48,5 m | 51,5 m | 207,90 |
| 16      | Eduard Galeitner          | Austria        | 54,0 m | 47,5 m | 207,90 |
| 18      | Hans Vinjarengen          | Norwegia       | 53,5 m | 50,0 m | 207,20 |
| 19      | Jaroslav Lukeš            | Czechosłowacja | 49,0 m | 50,5 m | 206,10 |
| 20      | Reto Badrutt              | Szwajcaria     | 48,5 m | 51,5 m | 204,40 |
| 21      | Andrzej Marusarz          | Polska         | 49,0 m | 51,0 m | 203,70 |
| 22      | Walter Delle Karth        | Austria        | 49,0 m | 49,5 m | 203,20 |
| 23      | Karl Dietl                | III Rzesza     | 53,5 m | 45,5 m | 203,00 |
| 24      | Bertil Lilliehöök         | Szwecja        | 45,0 m | 49,0 m | 201,80 |
| 25      | Johann Lahr               | Czechosłowacja | 54,5 m | 46,5 m | 200,80 |
| 26      | Bengt Carlquist           | Szwecja        | 45,0 m | 51,0 m | 196,80 |
| 27      | Piotr Kolesar             | Polska         | 46,0 m | 45,5 m | 192,40 |
| 28      | Sándor Darabos            | Węgry          | 45,5 m | 48,5 m | 192,00 |
| 29      | Miroslav Skrbek           | Czechosłowacja | 50,0 m | 46,5 m | 191,90 |
| 30      | Max Meixner               | Czechosłowacja | 46,5 m | 45,5 m | 190,70 |
| 31      | František Šimůnek         | Czechosłowacja | 45,5 m | 46,0 m | 187,40 |
| 32      | Miroslav Havlíček         | Czechosłowacja | 41,0 m | 49,0 m | 183,20 |
| 33      | Bohuslav Šír              | Czechosłowacja | 45,0 m | 45,5 m | 183,00 |
| 34      | František Holubec         | Czechosłowacja | 41,0 m | 430 m  | 179,50 |
| 35      | Jaroslav Kadavý           | Czechosłowacja | 45,5 m | 42,0 m | 178,80 |
| 36      | Pavel Müller              | Czechosłowacja | 43,0 m | 42,5 m | 177,00 |
| 37      | Lavente Balatoni          | Węgry          | 42,0 m | 42,5 m | 174,10 |
| 38      | Josef Císař               | Czechosłowacja | 41,5 m | 40,5 m | 173,70 |
| 39      | Kamil Hanus               | Czechosłowacja | 40,5 m | 45,5 m | 172,30 |
| 40      | Erhard Phillip            | Czechosłowacja | 38,5 m | 43,0 m | 171,90 |
| 41      | František Paprskar        | Czechosłowacja | 40,0 m | 43,5 m | 171,20 |
| 42      | Vladimír Václavík         | Czechosłowacja | 31,5 m | 48,5 m | 170,40 |
| 43      | Josef Šafář               | Czechosłowacja | 41,0 m | 41,5 m | 168,30 |
| 44      | Hans Mariacher            | Austria        | 58,5 m | 56,5 m | 165,90 |
| 45      | Gregor Höll               | Austria        | 53,5 m | 52,0 m | 156,50 |
| 46      | Pavel Midriak             | Czechosłowacja | 30,0 m | 40,0 m | 153,20 |
| 47      | Miroslav Chlum            | Czechosłowacja | 51,5 m | 49,5 m | 151,30 |
| 48      | Izydor Gąsienica-Łuszczek | Polska         | 53,0 m | 50,0 m | 145,40 |
| 49      | Pavel Novák               | Czechosłowacja | 35,0 m | 40,5 m | 145,00 |
| 50      | Andreas Krallinger        | Austria        | 49,5 m | 45,0 m | 134,60 |
| 51      | Albin Novšak              | Jugosławia     | 41,5 m | 51,0 m | 127,10 |
| 52      | Martin Čiverný            | Czechosłowacja | 45,5 m | 45,0 m | 123,00 |
| 53      | Antonin Havara            | Czechosłowacja | 45,0 m | 45,0 m | 122,20 |
| 54      | Franc Palme               | Jugosławia     | 39,5 m | 44,5 m | 121,00 |
| 55      | Valda Lukeš               | Czechosłowacja | 40,5 m | 45,0 m | 116,50 |
| 56      | Jan Stregl                | Czechosłowacja | 37,5 m | 45,5 m | 115,60 |
| 57      | Karel Farský              | Czechosłowacja | 37,0 m | 41,0 m | 115,40 |
| 58      | Josef Skrbek              | Czechosłowacja | 38,0 m | 44,5 m | 112,80 |
| 59      | Bogomir Sramel            | Jugosławia     | 40,5 m | 47,0 m | 112,00 |
| 60      | Rudolf Klöckner           | Rumunia        | 40,0 m | 47,0 m | 109,50 |
| 61      | Josef Dyntr               | Czechosłowacja | 30,0 m | 41,5 m | 99,90  |
| 62      | Jaroslav Matatko          | Czechosłowacja | 36,0 m | 36,0 m | 91,50  |
| 63      | Karel Gola                | Czechosłowacja | 37,0 m | 30,0 m | 89,00  |